# Episema (chi bướm)
Episema là một chi bướm đêm thuộc họ Noctuidae.

## Loài
- Episema amasina (Hampson, 1906)
- Episema didymogramma (Boursin, 1955)
- Episema glaucina (Esper, 1789)
- Episema gozmanyi Ronkay & Hacker, 1985
- Episema grueneri Boisduval, [1837]
- Episema haemapasta (Hampson, 1914)
- Episema korsakovi (Christoph, 1885)
- Episema kourion Nilsson, Svendsen & Fibiger, 1999
- Episema lederi Christoph, 1885
- Episema minuta Boursin & Ebert, 1976
- Episema minutoides Ronkay, Varga & Hreblay, 1999
- Episema scillae (Chrétien, 1888)
- Episema tersa (Denis & Schiffermüller, 1775)